# Уряд Донецької народної республіки
«Уряд» Донецької народної республіки — так званий перший «уряд» незаконно проголошеної маріонеткової «республіки», сформований на окупованих районах Донецької області місцевими очільниками російсько-терористичних військ 16 травня 2014 року. Головою «кабінету міністрів» став російський політтехнолог Олександр Бородай.
Після оголошення складу «кабінету міністрів» та голів інших установ ДНР, троє «очільників» відомств (міністр охорони здоров'я Костянтин Щербаков, голова КРУ Ігор Бєлік та міністр юстиції В'ячеслав Писаренко) повідомили, що їх призначали на посади без згоди і співпрацювати з урядом ДНР надалі вони не бажають.

## Перший уряд (2014)

### Прем'єр-міністр
- Дмитро Трапезников (в.о)
- Денис Пушилін (в.о)

Дмитро Трапезников
(в.о)
Денис Пушилін (в.о)

| Посада              | Очільник                           | Час перебування на посаді                   |
| ------------------- | ---------------------------------- | ------------------------------------------- |
| Прем'єр-міністр ДНР | Бородай Олександр Юрійович         | з 16 травня 2014 року по 7 серпня 2014 року |
| Прем'єр-міністр ДНР | Захарченко Олександр Володимирович | з 7 серпня 2014 року по 31 серпня 2018 року |

### Віце-прем'єр-міністри
| Посада                                      | Очільник                         | Час перебування на посаді |
| ------------------------------------------- | -------------------------------- | ------------------------- |
| Перший Віце-Прем'єр-Міністр                 | Пургін Андрій Євгенович          | з 16 травня 2014 року     |
| Перший Віце-Прем'єр-Міністр по роботі з ПОО | Антюфеєв Володимир Юрійович      | з 10 липня 2014 року      |
| Віце-Прем'єр-Міністр                        | Семенов Олександр Олександрович  | з 16 травня 2014 року     |
| Віце-Прем'єр-Міністр                        | Калюсський Олександр Аркадійович | з 16 травня 2014 року     |
| Віце-Прем'єр-Міністр                        | Бородай Олександр Юрійович       | з 7 серпня 2014 року      |

### Міністри
| Посада                                    | Очільник                                       | Час перебування на посаді                     | Додаткова інформація                                                                                                 |
| ----------------------------------------- | ---------------------------------------------- | --------------------------------------------- | --- |
| Міністр економічного розвитку             | Підгорний Володимир Васильович                 | з 16 травня 2014 року                         | Доцент кафедри економіки підприємства Донецького державного університету управління                                  |
| Міністр палива та енергетики              | Грановський Олексій Іванович                   | з 16 травня 2014 року по 20 травня 2014 року  | Керівник донецького міського осередку Партії регіонів                                                                |
| Міністр фінансів                          | Матющенко Катерина Сергіївна                   | з 16 травня 2014 року                         | невідомо |
| Міністр з податків та зборів              | Савченко Петро Олексійович                     | з 16 травня 2014 року                         | Підприємець |
| Міністр з податків та зборів              | Тимофєєв Олександр Юрійович                    | з 12 вересня 2014 року                        | |
| Міністр будівництва та архітектури        | Яблонський Петро Іванович                      | з 16 травня 2014 року                         | |
| Міністр інформації та масових комунікацій | Хряков Олександр Віталійович                   | з 16 травня 2014 року                         | Голова громадської організації «Комітет виборців Донбасу»                                                            |
| Міністр транспорту                        | Сидельников Олександр Вікторович               | з 16 травня 2014 року                         | |
| Міністр зв'язку                           | Хардиков Микола Миколайович                    | з 16 травня 2014 року                         | Директор ПП «Дидан-інтернет»                                                                                         |
| Міністр вугільної промисловості           | Івакін Ігор Васильович                         | з 16 травня 2014 року                         | |
| Міністр охорони здоров'я                  | Щербаков Костянтин Сергійович                  | з 16 травня 2014 року по 21 травня 2014 року  | |
| Міністр охорони здоров'я                  | Пруцьких Андрій Володимирович                  | по 15 жовтня 2014 року                        | |
| Міністр охорони здоров'я                  | Гурова Надія Юріївна (в.о.)                    | з 15 жовтня 2014 року по 20 жовтня 2014 року  | |
| Міністр охорони здоров'я                  | Кучковий Віктор Вікторович                     | з 20 жовтня 2014 року                         | |
| Міністр культури                          | Вороніна Наталія Іванівна                      | з 16 травня 2014 року по 19 травня 2014 року  | Дизайнер одягу, учасниця показів Donetsk Fashion Days та власниця бутику. Відома фото, на яких показувала свої форми |
| Міністр культури                          | Лекстутес Юрій Олегович                        | до 9 грудня 2014 року                         | |
| Міністр культури                          | Парецький Олександр Олександрович              | з 9 грудня 2014 року                          | |
| Міністр спорту та туризму                 | Мішин Михайло Вікторович                       | з 16 травня 2014 року                         | Заступник голови Комітету з фізичної культури та спорту Макіївської міської ради                                     |
| Міністр с/г та продовольства              | Синяговський Юрій Миколайович                  | з 16 травня 2014 року                         | |
| Міністр с/г та продовольства              | Красильников Олексій Анатолійович              | з 8 вересня 2014 року                         | |
| Міністр ЖКГ                               | Розсадніков Валерій Якович                     | з 16 травня 2014 року                         | |
| Міністр юстиції                           | Писаренко В'ячеслав Вікторович                 | з 16 травня 2014 року по 23 травня 2014 року  | |
| Міністр юстиції                           | Філіппова Катерина Володимирівна               | з 22 жовтня 2014 року                         | |
| Міністр оборони                           | Гіркін (Стрєлков) Ігор Всеволодович (Іванович) | з 16 травня 2014 року по 14 серпня 2014 року  | Офіцер ГРУ РФ |
| Міністр оборони                           | Кононов Володимир Петрович                     | з 14 серпня 2014 року                         | |
| Міністр внутрішніх справ                  | Ковальчук Олег Анатолійович                    | з 16 травня 2014 року по 19 травня 2014 року  | |
| Міністр внутрішніх справ                  | Береза Олег Володимирович                      | з 17 липня 2014 року                          | |
| Міністр праці та соціальної політики      | Лягін Роман Вікторович                         | з 16 травня 2014 року по 26 вересня 2014 року | Активіст молодіжної громадсько-політичної організації «Молоді регіони»; голова ЦВК ДНР під час референдуму           |
| Міністр праці та соціальної політики      | Третяков С. В. (в.о.)                          | з 26 вересня 2014 року                        | |
| Міністр державної безпеки                 | Ходаковський Олександр Сергійович              | з 16 травня 2014 року по 16 липня 2014 року   | Колишній командир спецпідрозділу «Альфа» СБУ у Донецькій області                                                     |
| Міністр державної безпеки                 | Пінчук Андрій Юрійович                         | з 17 липня 2014 року                          | |
| Міністр з питань ЦО та НС                 | Кострубицький Олексій Олександрович            | з 26 вересня 2014 року                        | |
| Міністр закордонних справ                 | Караман Олександр Акимович                     | по 28 серпня 2014 року                        | |

### Керівники інших органів центральної влади
| Посада                                          | Очільник                                       | Час перебування на посаді                    |
| ----------------------------------------------- | ---------------------------------------------- | -------------------------------------------- |
| Голова Президії Верховної ради                  | Пушилін Денис Володимирович                    | з 15 травня 2014 року по 18 липня 2014 року  |
| Голова Президії Верховної ради                  | Макович Володимир Іванович (в.о.)              | з 18 липня 2014 року по 23 липня 2014 року   |
| Голова Президії Верховної ради                  | Литвинов Борис Олексійович                     | з 23 липня 2014 року                         |
| Голова Управління справами                      | Литвинов Борис Олексійович                     | з 16 травня 2014 року                        |
| Генеральний прокурор                            | Гринюк Дмитро Михайлович                       | з 16 травня 2014 року до 23 травня 2014 року |
| Генеральний прокурор                            | Халіков Равіль Закірійович                     | з 23 травня 2014 року                        |
| Військовий комендант Донецька                   | Захарченко Олександр Володимирович             | з 16 травня 2014 року до 6 липня 2014 року   |
| Військовий комендант Донецька                   | Гіркін (Стрєлков) Ігор Всеволодович (Іванович) | з 6 липня 2014 року                          |
| Голова контрольно-ревізійного управління        | Бєлік Ігор Борисович                           | з 16 травня 2014 року по 17 травня 2014 року |
| Голова Департаменту зі зв'язків з громадськістю | Блоха Олена Володимирівна                      | з 16 травня 2014 року по 25 травня 2014 року |